# تفجير بغداد 18 نيسان 2013
بغداد 18 نيسان 2013: تفجير انتحاري في مقهى شعبي ببغداد يسفر عن مقتل 27 شخصا وجرح 65. المهاجم الانتحاري فجر حزامه الناسف داخل المقهى مساء يوم 18 أبريل 2013. وكان المقهى ممتلئ بشباب مدنيين يدخنون النارجيلة ويلعبون البلياردو.